# Арбиевы
Арби́евы (осет. Арбиатæ) — осетинская фамилия.

## Происхождение
История происхождения фамилии начинается с XV века. По преданию, основателем фамилии является Хакуна, дед Курта. В селении Даллагкау фамилия владела боевыми башнями, земельными угодьями, мельницами и другим имуществом.
В Государственном архиве РСО-А сохранились родословные документы Идаруко, Бадчери и Сахама Арбиевых, составленные в 1861 году, посемейные списки Бечмырза, Идаруко Арбиевых, посемейные списки Афако, Татаркана Арбиевых.
В настоящее время фамилия Арбиевых насчитывает 33 семьи, которые в основном проживают в селениях — Кадгарон, Дзуарикау, Ногкау, в городах — Владикавказ, Москва, Одесса, Армавир и др. Советская Гавань поселок Лососина Господин Арбиев Руслан Рамзанович 

## Известные носители
- Ахсар Дженардыкоевич Арбиев — возглавлял институт «Дальгипрозем», был главным инженером института «Севосетингипрозем».
- Борис Тужарович Арбиев — работал председателем колхоза им. Кирова в селении Кадгарон.
- Дженардыко Хасакоевич Арбиев — долгое время работал в различных партийных органах, возглавлял колхоз в сел. Ногкау.
- Зарема Хаджисмеловна Арбиева — работала на кафедре вирусологии МГУ. С 1992 года занимает должность директора Института генома человека Чикагкого университета.
- Станислав Кемалевич Арбиев — выпускник МВТУ им Баумана. Соучредитель АФК «Система» в городе Москва.
- Хаджисмел Казбекович Арбиев — работал директором школы в сел. Ногкау, председателем Северо-Осетинского республиканского совета ВДОАМ.
- Хазбечыр Хасакоевич Арбиев — несколько лет работал начальником отделения в Управлении Северо-Кавказской железной дороги.
- Елтай Тюлюбаевич Арбиев — бывший аким города Экибастуз, предприниматель.